# Dranda

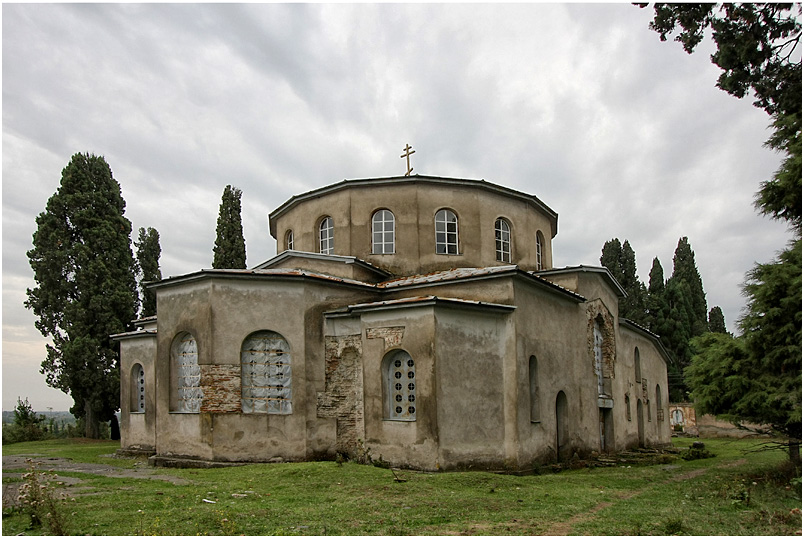
Kathedrale von Dranda aus dem 6. Jahrhundert

Dranda (abchasisch/russisch Дранда; armenisch Դրանդա) ist eine Ortschaft mit etwa 3200 Einwohnern in Abchasien. 
Sie liegt im Rajon Gulripschi nahe dem Schwarzen Meer, etwa 20 Kilometer von der Hauptstadt Sochumi sowie etwa 7 Kilometer von Gulripschi entfernt.
In der Nähe des Ortes befindet sich der Flughafen Suchum-Babuschara, der im Jahr 2008 wiedereröffnet wurde. In Dranda selbst befindet sich eine orthodoxe Kathedrale aus dem 6. Jahrhundert.
Im Jahr 1989 hatte Dranda 2673 Einwohner, diese Zahl stieg bis 2011 auf über 3200. Damit ist Dranda einer der wenigen Orte in Abchasien, dessen Einwohnerzahl über dem Wert aus der letzten sowjetischen Volkszählung liegt. Der Großteil der Bevölkerung besteht aus Armeniern (51,0 %) und Abchasen (36,3 %), sowie Russen (7,1 %) und Georgiern (3,7 %). Kleinere Minderheiten sind etwa Griechen (0,7 %) und Ukrainer (0,5 %).

## Söhne und Töchter von Dranda
- Juri Wardimiadi (1925–1956), Fußballspieler